# Sarcophyton spinospiculatum
Sarcophyton spinospiculatum är en korallart som beskrevs av Philip Alderslade och Shirwaiker 1991. Sarcophyton spinospiculatum ingår i släktet Sarcophyton och familjen läderkoraller. Inga underarter finns listade i Catalogue of Life.